# Tomicha cawstoni
Tomicha cawstoni é uma espécie de gastrópode da família Pomatiopsidae.
É endémica da África do Sul.
Os seus habitats naturais são: rios.